# Sinéad Cusack
Sinéad Moira Cusack (Dublino, 18 febbraio 1948) è un'attrice irlandese, attiva a teatro, cinema e televisione.

## Biografia
Figlia degli attori Cyril Cusack (deceduto nel 1993) e Mary Margaret "Maureen" Kiely, nonché sorella delle attrici Sorcha, Niamh e Catherine. 
Nel 1967 diede alla luce un figlio e lo diede in adozione; in seguito si è ricongiunta con il figlio, il parlamentare irlandese Richard Boyd Barrett.
Nel 1978 ha sposato Jeremy Irons, da cui ha avuto due figli, Max e Samuel.

## Carriera
Sì trasferì in Gran Bretagna nel 1967 e divenne membro della Royal Shakespeare Company. Molto attiva in campo teatrale a Londra e a Broadway, è stata candidata a cinque Laurence Olivier Award alla miglior attrice e a due Tony Award alla miglior attrice protagonista.

## Filmografia parziale

### Cinema
- Alfredo il Grande (Alfred the Great), regia di Clive Donner (1969)
- O ti spogli o ti denuncio (Hoffman), regia di Alvin Rakoff (1970)
- Sapore di donna (Tam-Lin), regia di Roddy McDowall (1970)
- Revenge!, regia di Sidney Hayers (1971)
- Io, Beau Geste e la legione straniera (The Last Remake of Beau Geste), regia di Marty Feldman (1977)
- Waterland - Memorie d'amore (Waterland), regia di Stephen Gyllenhaal (1992)
- Il giardino di cemento (The Cement Garden), regia di Andrew Birkin (1993)
- Storia di una capinera, regia di Franco Zeffirelli (1993)
- Scacco matto (Uncovered), regia di Jim McBride (1994)
- Io ballo da sola, regia di Bernardo Bertolucci (1996)
- Il profumo delle campanule (I Capture the Castle), regia di Tim Fywell (2003)
- V per Vendetta (V for Vendetta), regia di James McTeigue (2005)
- The Tiger's Tail, regia di John Boorman (2006)
- La promessa dell'assassino (Eastern Promises), regia di David Cronenberg (2007)
- Cracks, regia di Jordan Scott (2009)
- La furia dei titani (Wrath of the Titans), regia di Jonathan Liebesman (2012)
- Stonehearst Asylum, regia di Brad Anderson (2014)
- Napoleon, regia di Ridley Scott (2023)

### Televisione
- Attenti a quei due (The Persuaders!) – serie TV, episodio 1x03 (1971)
- Nord e Sud (North & South) – serie TV, 4 episodi (2004)
- Camelot – serie TV, 7 episodi (2011)
- L'ispettore Barnaby (Midsomer Murders) – serie TV, episodio 15x04 (2013)
- 37 Days – serie TV, 3 episodi (2014)
- L'amore e la vita - Call the Midwife (Call the Midwife) – serie TV, episodio 6x0 (2016)
- Marcella – serie TV, 8 episodi (2016)
- MotherFatherSon – miniserie TV, 7 puntate (2019)
- The Baby – miniserie TV, puntate 4-6 (2022)
- North Sea Connection – serie TV, 6 episodi (2022)

## Teatrografia parziale
- Misura per misura di William Shakespeare, regia di Barry Kyle. Aldwych Theatre di Londra (1979)
- Come vi piace di William Shakespeare, regia di Terry Hands. Royal Shakespeare Theatre di Stratford-upon-Avon (1980)
- La tragedia della fanciulla di John Fletcher e Francis Beaumont, regia di Barry Kyle. The Other Place di Stratford-upon-Avon (1980)
- Riccardo III di William Shakespeare, regia di Terry Hands. Royal Shakespeare Theatre di Stratford-upon-Avon (1980)
- Il mercante di Venezia di William Shakespeare, regia di John Barton. Royal Shakespeare Theatre di Stratford-upon-Avon (1980)
- Molto rumore per nulla di William Shakespeare, regia di Terry Hands. Royal Shakespeare Theatre di Stratford-upon-Avon (1982), Gershwin Theatre di Broadway (1984)
- Peer Gynt di Henrik Ibsen, regia di Ron Daniels. The Other Place di Stratford-upon-Avon (1982)
- La bisbetica domata di William Shakespeare, regia di Barry Kyle. Royal Shakespeare Theatre di Stratford-upon-Avon (1982)
- Cyrano de Bergerac di Edmond Rostand, regia di Terry Hands, con Derek Jacobi. Gershwin Theatre di Broadway (1984)
- Macbeth di William Shakespeare, regia di Adrian Noble. Royal Shakespeare Theatre di Stratford-upon-Avon (1986)
- Tre sorelle di Anton Čechov, regia di Adrian Noble. Royal Court Theatre di Londra (1990)
- Il Guaritore di Brian Friel, regia di Joe Dowling. Royal Court Theatre di Londra (1999)
- Antonio e Cleopatra di William Shakespeare, regia di Michael Attenborough. Royal Shakespeare Theatre di Stratford-upon-Avon, Haymarket Theatre di Londra (2002)
- Rock 'n' Roll di Tom Stoppard, regia di Trevor Nunn. Royal Court Theatre e Duke of York's Theatre di Londra (2006), Lincoln Center di Broadway (2008)
- Il giardino dei ciliegi di Anton Čechov, regia di Sam Mendes. Brooklyn Academy of Music di New York (2009)
- Il racconto d'inverno di William Shakespeare, regia di Sam Mendes. Brooklyn Academy of Music di New York (2009)
- Other Desert Cities di Jon Robin Baitz, regia di Lindsay Posner. Old Vic di Londra (2014)
- Re Lear di William Shakespeare, regia di Jonathan Munby. Chichester Theatre Festival di Chichester (2017), Duke of York's Theatre di Londra (2018)

## Riconoscimenti
- Premio Laurence Olivier
  - 1981 – Candidatura per la miglior attrice non protagonista per Come vi piace
  - 1981 – Candidatura per la miglior attrice per La tragedia della fanciulla
  - 1983 – Candidatura per la miglior attrice per La bisbetica domata
  - 1999 – Candidatura per la miglior attrice per The Slingo Lady
  - 2007 – Candidatura per la miglior attrice per Rock 'n' Roll
- Tony Award
  - 1985 – Candidatura per la miglior attrice protagonista in un'opera teatrale per Molto rumore per nulla
  - 2008 – Candidatura per la miglior attrice non protagonista in un'opera teatrale per Rock 'n' Roll

## Doppiatrici italiane
Nelle versioni in italiano delle opere in cui ha recitato, Sinéad Cusack è stata doppiata da:
- Aurora Cancian in Il giardino di cemento, La promessa dell'assassino, Camelot
- Maria Pia Di Meo in O ti spogli o ti denuncio, V per Vendetta
- Angiola Baggi in Io ballo da sola, The Baby
- Rossella Izzo in Storia di una capinera
- Melina Martello in Marcella
- Mirta Pepe in L'amore e la vita - Call the Midwife
- Antonella Giannini in MotherFatherSon
- Marina Tagliaferri in Napoleon